# Zaguiéta
Zaguiéta est une sous-préfecture du centre-ouest de la Côte d'Ivoire et appartenant au département de Bouaflé, dans la Région de la Marahoué. La localité de Zaguiéta est un chef-lieu de commune.